# Limburg United in het seizoen 2019/20
Het seizoen 2019/2020 was het 6e jaar in het bestaan van de Limburgse basketbalclub Limburg United sinds de oprichting in 2014.

## Verloop
Enkel de Belgische spelers bleven over van vorig seizoen. Onder de nieuwe spelers waren: Niels Marnegrave, Sami Demirtas, Tyler Rawson, Tookie Brown, Jalen Jenkins, Jared Wilson-Frame, Matt Rafferty en Jack Gibbs.
In oktober 2019 tekende de Amerikaan Kameron Chatman als vervanger van de geblesseerde Tyler Rawson. In november 2019 tekende de Litouwer Rokas Gadiliauskas bij Limburg, hij speelde voor zowel de eerste als tweede ploeg. In december 2019 tekende nog de Amerikaan Nolan Berry. Na het vertrek van Jared Wilson-Frame in januari 2020 en een blessure van Jack Gibbs werd Alexis Wangmene aangetrokken als nieuwe speler. In februari 2020 werd het aflopende contract van Berry niet verlengd tot het einde van het seizoen.
Toen de competitie werd stil gelegd door de coronacrisis stond Limburg United als vierde in de stand. In de beker van België won Limburg in de achtste finale van hun eigen B-ploeg. In de kwartfinale werd er gewonnen van de Leuven Bears maar in de halve finale werd er verloren van de Antwerp Giants.

## Ploeg
Antwerp Giants ·
Kangoeroes Basket Mechelen ·
Leuven Bears ·
Liège Basket ·
Limburg United ·
Okapi Aalstar ·
Oostende ·
Basic-Fit Brussels ·
Union Mons-Hainaut ·
Spirou Charleroi